# Себища
Себища или понякога Себище (на албански: Sebisht или Sebishti, Себищ/Себищи) е село в Република Албания, община Либражд, област Елбасан. Селото е населено с християни и мюсюлмани с българско или македонско национално съзнание.

## География
Селото се намира в областта Голо бърдо на река Джугарица между планините Зули на юг и Крушвица на север.

## История

### В Османската империя
Според сведения записани от Миленко Филипович в миналото Себища е било в подножието на Превал (Превали) между Забзун и Окщун, като местността се нарича Старо село и има гробище. Поради невъзможност да останат там жителите се разселват, като половината се установяват в сегашното Себища, а по една четвърт в Забзун и Превала. Тези в Забзун и Превала приемат исляма и се поалбанчват.
От Старо село в Себища се местят родовете Поповци (слава на Света Петка), Дреовци (слава на Света Петка), Чалъковци, Пейовци, Прендовци, Свиларовци, Гиновци (слава на Света Петка), Караджиновци и други. От тях Чалъковци е виден род, от който са дълги години кметовете на селото. Последен кмет на селото е Раде, умрял около 1885 година. Преди него кмет е баща му Георги, който заема длъжността 30 година. Неговият пък баща Христо е кмет цели 60 години. Раде Георгиев е кмет за кратко, след което постът е поет от мюсюлманите в селото. Чалъковци са така виден род, че когато се женил синът на Георги дебърският бег изпратил вол като дар (нозба) за сватбата. В началото на XIX век част от Чалъковци се заселват в Котор, а представители на рода има и в Кукуш и в Солун. Родът Гьоковци е заселен от Търново със стара слава Света Петка и нова Свети Никола. Родът Думановци в голяма степен е отдавна изселен в Атина, където получава името Дусманис и според Филипович негов представител е Виктор Дусманис, офицер и министър на флота. От този род е едно семейство - на Никола Младенович, в стружкото село Боровец. От Караджиновци някои се изселват в Улцин, а след Балканските и Първата световна война, останалите се изселват в Скопие.
Мюсюлмански родове в селото са Чалъковци, Дукинци, Балои, Дреовци и други, като всички са разклонения на едноименните православни родове. От албански произход са само Аловци, дошли от Миза край Шкодра, бежанци от кръвното отмъщение. Филипович е записал разказ, че потомък на изселник от Себища в Солун е Кемал Ататюрк.
Според статистиката на Васил Кънчов („Македония. Етнография и статистика“) в Стеблево живеят 380 души българи християни и 400 души българи мюсюлмани.
На Етнографската карта на Битолския вилает на Картографския институт в София от 1901 година Себище е смесено село българи, помаци, албанци и турци в Дебърската каза на Дебърския санджак със 121 къщи.
По данни на Екзархията в края на XIX век в Себища има 45 православни къщи със 180 души жители. По данни на секретаря на екзархията Димитър Мишев („La Macédoine et sa Population Chrétienne“) в 1905 година в Стеблево има 328 българи екзархисти и в селото има българско училище.
Според статистика на вестник „Дебърски глас“ в 1911 година в Себища има 35 български екзархийски и 59 помашки къщи. Според Георги Трайчев през 1911/1912 година в Себища има 45 български къщи със 180 жители, като фунцкионират църква и училище.
При избухването на Балканската война в 1912 година един човек от Себища е доброволец в Македоно-одринското опълчение.

### В Албания
През 1913 година в резултата на войната Себища влиза в границите на новосъздадената Албания. При албанските размирици от септември 1913 година на сръбска територия бягат 40 къщи, които заедно с други бежанци от Албания са настанени в турските села Бомово, Коняри и Куки. В село са изгорени 13 къщи и 12 души са убити от себишките качаци братята Юсуф и Али, по-късно мюдюри в село Кление.
По време на Първата световна война селото е окупирано от български части. Българската военна администрация изселва много мюсюлмани по Дунава в България, тъй като са качаци. В 1918 година те се връщат само частично в селото, а останалите се установяват в Гостивар и Скопие, където живеят под Гази баба и се занимават с готварство.
В рапорт на Сребрен Поппетров, главен инспектор-организатор на църковно-училищното дело на българите в Албания, от август 1930 година Себища е отбелязано като село с 50 къщи българи мохамедани.
Йован Хадживасилевич пише в 1924 година, че в селото има 800, от които една трета православни. В 1940 година Миленко Филипович пише, че в Себище, Себишча (Себиште, Себишча) е в миналото имало около 115 къщи „мюсюлмани сърби“ и 45 къщи „православни сърби“, но всички православни къщи се изселват и в селото са останали само мюсюлмани, общо около 40 къщи, като в 10 от тях (Аловци) се говори само албански. От православните жители на Себища има 12 семейства в Скопие.
Според Божидар Видоески в Себища живеят албанци и „македонци православни“ и „македонци мюсюлмани“.
До 2015 година селото е част от община Стеблево.

## Личности
Родени в Себища
- Александър Митровски (около 1865 - преди 1922), български строител
- Атанас Аргинов (1888 - 1974), свещеник в село Цапари, Битолско[12]
- Атанас Митровски (1873 - 1940), български строител
- Георги Митровски (1870 - 1922), български строител
- Петър Гьоков (Петре Гьока, 1880 – ?), македоно-одрински опълченец, жител на Солун, дюлгерин, Солунски доброволчески отряд, 1 рота на 13 кукушка дружина[13]
- Елена Стателова (1860 – 1925), българска учителка